# Raiz unitária
Em modelos de séries temporais em econometria (aplicação de métodos estatísticos à economia), a unidade de raiz é uma característica dos processos que evoluem ao longo do tempo e que podem causar problemas na inferência estatística, se não for tratada adequadamente.
Um processo estocástico linear tem uma raiz unitária se 1 é raiz da equação característica do processo. Tal processo é não-estacionário. Se as outras raízes da equação característica ocorrem dentro do círculo unitário – ou seja, têm um módulo (valor absoluto) menor que um –, então a primeira diferença do processo é estacionária.

## Importância
A maioria das séries econômicas possuem raiz unitária. Quando a hipótese de raiz unitária for verdadeira para uma série, os choques aleatórios que ela sofre geram na mesma um efeito permanente. As flutuações neste caso não são transitórias, derrubando, por exemplo, as teorias de que os ciclos econômicos seriam flutuações temporárias em torno de uma tendência .
Portanto, quando uma variável apresenta raiz unitária, os pressupostos estatísticos de que a média e a variância devem ser constantes ao longo do tempo são violados comprometendo, dessa forma, os resultados obtidos com a utilização de modelos econométricos. A regressão, neste caso, é considerada espúria (sem significado econômico). Essa questão foi inicialmente levantada no trabalho de Granger e Newbold (1974). Segundo esses autores, ao se estimar uma regressão, mesmo que os valores dos respectivos testes t de student sejam significativos e que o coeficiente de determinação da regressão (R²) seja elevado, ainda assim, corre-se o risco de se obter uma regressão espúria . 